# Gregory W. Henry
 (juin 2025).
Gregory W. Henry est un astronome et chercheur scientifique à l'université d'État du Tennessee. En 1999, Henry dirigeait une des deux équipes qui ont découvert la première exoplanète en transit, HD 209458 b. L'autre équipe était dirigée par David Charbonneau.
Henry a aussi participé à la découverte de HD 149026 b. Cette découverte fut importante dans la compréhension des processus de formation des planètes et renforce l'idée selon laquelle les planètes se forment par accrétion au sein d'une nébuleuse stellaire.